# Windzak

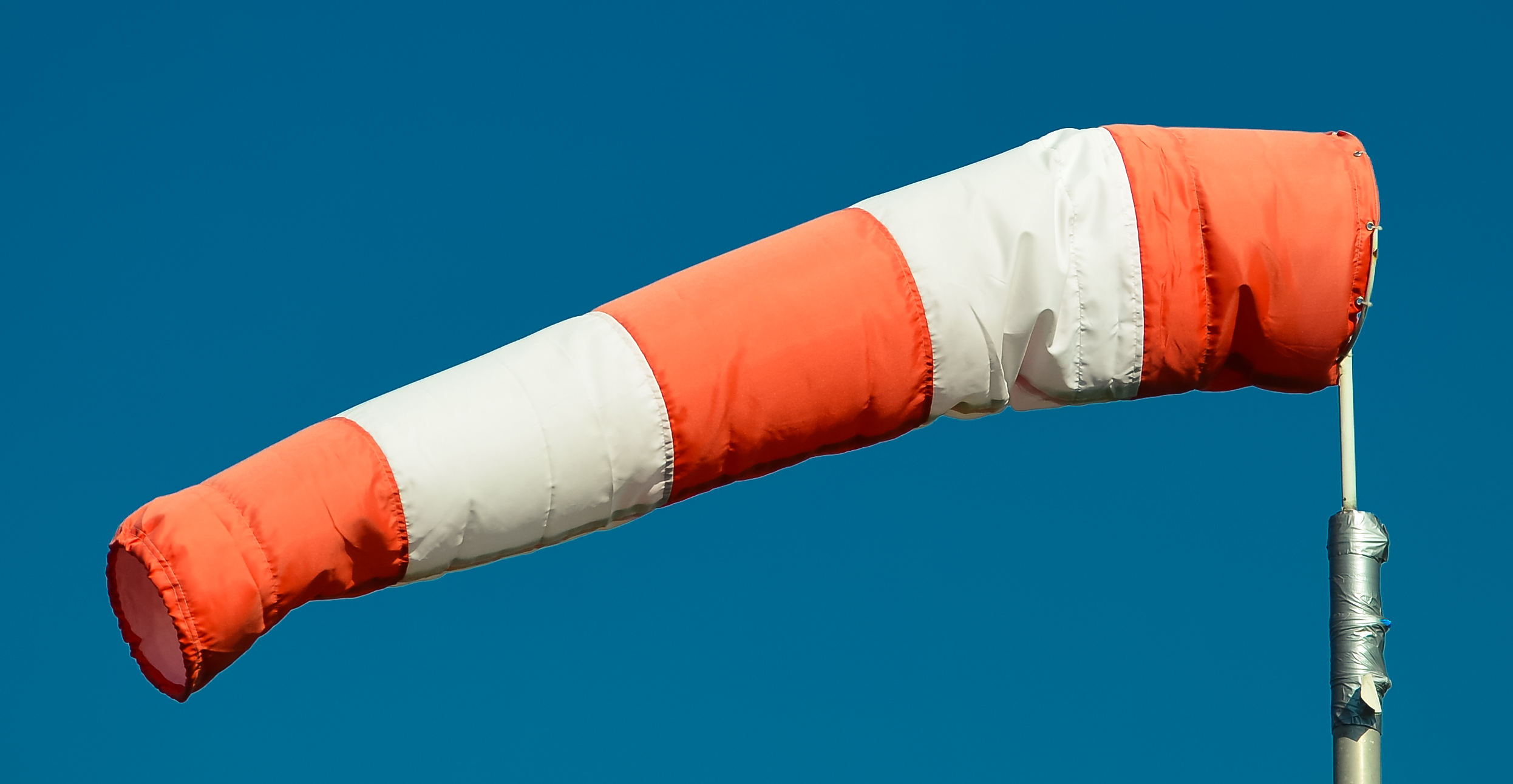
Windzak

Een windzak is een eenvoudig instrument dat een indicatie van windrichting en -snelheid geeft. Hij bestaat uit een koker van stof of flexibel plastic, aan het uiteinde voorzien van een verticaal geplaatste metalen ring die draaibaar rond een ophangpunt is bevestigd. Om de windzak goed zichtbaar te maken heeft hij een opvallende kleur: oranje of rood/wit gestreept. Iedere gestrekte gekleurde baan vertegenwoordigt ongeveer 3 knopen windsnelheid. Bij 15 knopen wind (ongeveer 28 km/h) is de windzak volledig gestrekt. Sommige windzakken houden met een ring het eerste segment altijd gestrekt, waardoor altijd minimaal drie knopen wordt weergegeven, zelfs bij windstil weer. Voor betere zichtbaarheid 's nachts en in de schemering worden windzakken vaak verlicht.
Het voornaamste doel van de windzak is het zichtbaar maken van de windcondities ter plaatse aan lucht- of wegverkeer. Daarnaast gebruikt de brandweer windzakken om de verspreiding van rook en gevaarlijke gassen te kunnen voorspellen.
Windzakken vervullen een belangrijke functie op vliegvelden en landingsplaatsen voor helikopters. Een vliegtuig moet namelijk tegen de wind in opstijgen en landen. Op grotere luchthavens krijgt de piloot zijn instructies natuurlijk van de verkeerstoren.
Ook langs hooggelegen bruggen en viaducten of bruggen over een groot open water vindt men vaak een windzak, om het wegverkeer te informeren over de sterkere wind die op die plaatsen kan optreden. Er is ook een verkeersbord dat voor wind en windstoten waarschuwt - het toont een windzak.